# Westover (Virgínia Ocidental)
Westover é uma cidade localizada no estado norte-americano de Virgínia Ocidental, no Condado de Monongalia.

## Demografia
Segundo o censo norte-americano de 2000, a sua população era de 3941 habitantes.
Em 2006, foi estimada uma população de 3924, um decréscimo de 17 (-0.4%).

## Geografia
De acordo com o United States Census Bureau tem uma área de
3,4 km², dos quais 3,4 km² cobertos por terra e 0,0 km² cobertos por água.

## Localidades na vizinhança
O diagrama seguinte representa as localidades num raio de 8 km ao redor de Westover.